# Gråsisken
Gråsisken (Acanthis flammea) er en fugl i finkefamilien, der er udbredt i Nordamerika og Eurasien. Den lever mest af frø fra træernes kogler og rakler. Gråsisken er en selskabelig fugl og ses som oftest i flokke med mange individer.
Gråsisken er af nogle autoriteter blevet opdelt i to arter (lille og stor gråsisken), mens andre stadig nøjes med en opdeling i underarter. I Danmark er lille gråsisken en ret almindelig ynglefugl, mens stor gråsisken er almindelig som trækgæst i vinterhalvåret.

## Udseende
Gråsisken måler cirka 13 cm, og vejer 14 gram. Det er en lille mørkstribet fugl med en tydelig rød pandeplet. Næbbet er gulligt. På oversiden er den lys og har mørke striber, mens vingerne har tydelige lyse bånd. Hannen har i yngletiden rødt bryst. Ungfuglene kan mangle den røde pande.
Lille og stor gråsisken er vanskelige at adskille fra hinanden i felten, men generelt har stor gråsisken, udover at være en smule større, en mere grå fjerdragt end lille gråsisken, der er mørkere og varmere brun.

## Udbredelse
Gråsisken er udbredt i store dele af Europa og de nordligste dele af Asien og Nordamerika.

### Lille gråsisken
Lille gråsisken var indtil 1950'erne kun udbredt på de Britiske Øer og i Mellemeuropas bjergegne. Den har siden spredt sig mod øst fra kystegnene i Nordvestfrankrig i syd til Norge i nord. Den yngler nu mange steder i Danmark og er også nået det vestlige Sverige. I Danmark fandtes den i begyndelsen kun i klitplantager af bjergfyr i Vestjylland, men yngler nu også i hegn i det åbne land og i sommerhusområder i resten af landet.
Lille gråsisken findes desuden i New Zealand, hvor den er indført fra England.

### Stor gråsisken
Stor gråsisken yngler cirkumpolart, det vil sige både i det nordligste Europa, Asien og Nordamerika. Den yngler almindeligt i Norge og Sverige, hvor den foretrækker birkeskov. Stor gråsisken ses som en almindelig træk- og vintergæst i Danmark mellem oktober og april.

## Føde
Lille gråsisken foretrækker frø fra bjergfyr, mens stor gråsisken i højere grad lever af birkefrø.
Gråsisken kan ofte ses fouragere sammen med grønsisken udenfor yngletiden.

## Ynglebiologi
Gråsisken opretholder ikke territorier og yngler ofte i løse kolonier, hvor rederne kan placeres tæt på hinanden. I Danmark lægger den i maj 4-6 æg, der udruges af hunnen. I Danmark har gråsisken kun et kuld.

## Taksonomi
Gråsisken tilhører alt efter autoritet enten slægten Carduelis eller Acanthis. Sammenligninger af fuglenes arveanlæg har vist, at slægten Carduelis er polyfyletisk. Hvis dette er sandt, bør den udvides til at omfatte en større gruppe af arter eller opsplittes i flere slægter, heriblandt Acanthis.
Det er uklart om lille og stor gråsisken skal regnes for to forskellige fuglearter eller om de blot er underarter af samme art. Gråsisken er af British Ornithologists' Union blevet opdelt i to arter, lille gråsisken (Carduelis cabaret) og stor gråsisken (Carduelis flammea). Andre nøjes stadig med en opdeling i underarter . Genetiske sammenligninger af fuglene har ikke kunnet finde tilstrækkelige forskelle til at begrunde en opdeling i to arter, men der sker tilsyneladende ikke en blanding af bestandene, hvor de lever sammen i Norge. Derimod er der større enighed om at betragte hvidsisken (Acanthis hornemanni eller Carduelis hornemanni), der tidligere var en underart af gråsisken, som en selvstændig art.

### Underarter
- Lille gråsisken, Acanthis flammea cabaret
- Stor gråsisken, A. f. flammea
- Grønlandsk gråsisken, A. f. rostrata